# Seticeros
Seticeros is een kevergeslacht uit de familie van de boktorren (Cerambycidae). De wetenschappelijke naam van het geslacht werd voor het eerst geldig gepubliceerd in 2010 door Perger & Santos-Silva.

## Soorten
Seticeros omvat de volgende soorten:
- Seticeros aquilus (Thomson, 1865)
- Seticeros granulocephalus Ramírez Campos, Esteban-Durán & Santos-Silva, 2011
- Seticeros tunupai Perger & Santos-Silva, 2010